# Trith-Saint-Léger
Trith-Saint-Léger är en kommun i departementet Nord i regionen Hauts-de-France i norra Frankrike. Kommunen ligger i kantonen Valenciennes-Sud som tillhör arrondissementet Valenciennes. År 2022 hade Trith-Saint-Léger 6 062 invånare.

## Befolkningsutveckling
Antalet invånare i kommunen Trith-Saint-Léger
| Referens: INSEE |